# عمرو بن الأهتم
عمرو بنُ الأَهْتَمِ المنقري صحابي وشاعر فحل وفارس صارع وخطيب بذاخ الملقب بالمكحل وهو شاعر مخضرم؛ عِداده في أهل البصرة، وفد على النبي محمد صلى الله عليه وسلم
في جماعة من قبيلته منهم عطارد بن حاجب. وقد كان عمرو شاعرا مرموقا وزعيما وخطيبا بارزا. وكان ينزل أرض بني تميم ببادية البصرة.

## اسمه ونسبه
- هو عمرو بن الأهتم وأسمه سنان بن سمي بن سنان بن خالد بن منقر بن عبيد بن مقاعس بن عمرو بن كعب بن سعد بن زيد مناة بن تميم بن مر المنقري المقاعسي السعدي التميمي ويُكَنى بأبي ربعي
- وأمه هي أم عمرو بنت فدكي بن أعبد بن أسعد بن منقر بن عبيد بن مقاعس بن عمرو بن كعب بن سعد بن زيد مناة بن تميم بن مر المنقرية السعدية التميمية.[4]

## شعره
من أفضل شعره ما أورده له صاحب المفضليات وهي التي مطلعها:
حيث يُعَبّر عن حزنه من فراق محبوبته، كما يتذكر طيفها في نومه. ثم يصف كرمه ويرد على من عذلته على ذلك لينتهي بالفخر بأصله.